# Museo Etnológico y de Culturas del Mundo
El Museo Etnológico y de Culturas del Mundo es un museo municipal que centra su atención principal en el ámbito catalán y en las culturas de las comunidades que están presentes en la ciudad de Barcelona. Su actual director es Carlos Vicente Guitart. 
Su sede está en Montjuic, en el paseo de Santa Madrona, 16-22. El edificio, de nueva planta, fue construido en el año 1973 por los arquitectos municipales Antoni Lozoya, Bonaventura Bassegoda Nonell, Jaume Puigdengoles y Jesús López. Destacan los módulos hexagonales de su configuración.
El Museu pertenece a la Red de Museos de Etnología desde enero de 2008. Esta Red de Museos la integran actualmente ocho museos catalanes: el Ecomuseo de los Valles de Aneu, el Museo Comarcal de la Cuenca de Barberá, el Museo Comarcal del Montsiá, el Museo de la Pesca de Palamós, el Museo del Valle de Arán, el Museo Etnológico del Montseny - la Gabella, el Museo de la Vida Rural de Espluga de Francolí y el Museo Etnológico de Barcelona. De todad la Red, es el museo mayor en superficie y colecciones, y el que dispone de más personal y más presupuesto.
La investigación científica que realiza el Museo tiene como motivo, y da como resultado, la documentación de les colecciones, exposiciones, audiovisuales, artículos, conferencias y la cooperación internacional. El trabajo de campo se fundamenta en tres aspectos: la sociedad a la que sirve como centro patrimonial público del Ajuntament de Barcelona, sus importantes colecciones de materiales etnográficos y arqueológicos de los cinco continentes, y las potencialidades del equipo de expertos profesionales del Museo, entre los que se cuentan antropólogos, etnólogos, historiadores del arte, restauradores, gestores, comunicólogos y educadores, además de diversos colaboradores externos. 

## Historia
Los antecedentes del Museo Etnológico de Barcelona se remontan a los años 1920, a raíz de la iniciativa de un grupo de intelectuales y académicos aficionados a la etnología y al folclore que sintieron y expusieron la necesidad de crear centros de explicación e interpretación de la realidad cultural, social y económica de las sociedades tradicionales.
El Museo Etnológico y Colonial comenzó su historia en el año 1949 en un pabellón construido a comienzos del siglo XX y que había conocido varios usos: sede de la Colla de l'Arròs, sociedad recreativa obrera, y para los diseñadores que proyectaban los jardines de Laribal en Montjuïc para la Exposición de 1929. En el mismo lugar, en 1973 se inauguró un nuevo edificio, que es la actual sede del Museu Etnològic de Barcelona.
Al principio, el Museo acogió varias colecciones reunidas por prohombres de Cataluña durante la segunda mitad del siglo XIX en Filipinas, la Guinea Española, Ecuador y Perú. Y también objetos procedentes del Pabellón Misional de la Exposición Internacional de Barcelona (1929).
Bajo la dirección de August Panyella, entre los años 1950 y 1980 se llevaron a cabo varias series de campañas etnográficas. Las primeras fueron en Marruecos y Guinea Ecuatorial. Las siguientes se realizaron en determinados lugares de Asia, como Nepal y la India, o bien Afganistán y Turquía. Las colecciones americanas se formaron a partir de los trabajos realizados en la zona andina de Perú y Bolivia y en América Central. Posteriormente se reunieron las colecciones africanas de Etiopía y Senegal.
Eudald Serra, colaborador del Museo, reunió las valiosas colecciones de objetos populares tradicionales japoneses de mediados del siglo XX. Además, fue el intermediario para la donación de las importantes colecciones etnográficas australianas. Y, con la ayuda de Albert Folch, se adquirieron, entre otras, las de Nueva Guinea. 

### Museo de Industrias y Artes Populares
En 1942, el Museo de Industrias y Artes Populares tenía su sede en el recinto del Pueblo Español. Al comienzo reunió los objetos de la sección etnográfica del Museo Arqueológico, creada por el director Agustín Durán Sanpere y por Joan Amades. Además, a partir de 1940 y a lo largo de una década, el conservador del Museo, el etnógrafo Ramon Violant i Simorra, realizó varias campañas de adquisición, en nombre del Ajuntament de Barcelona, de objetos materiales de cultura popular y tradicional propios de las sociedades montañesas del Pirineo, y de la Cataluña central, de la región de Reus, que ampliaron bastante las colecciones del Museo. Actualmente, aquellos objetos representan el 60% del patrimonio etnográfico inventariado de Cataluña.
En 1962, se unificaron los dos museos, y August Panyella asumió su dirección e inició muchas de campañas de recolección de objetos por varias regiones de España, como La Rioja, León, Salamanca, Teruel, Cuenca, Almería y Valencia.
En los años setenta, el Ayuntamiento de Barcelona potenció algunos museos de la ciudad. Desde 1982, una parte del Museo Etnológico se dividió y se transformó en el Museo de Artes, Industrias y Tradiciones Populares por un lado, y el Museo de Artes Gráficas por el otro.
En 1980, el Ayuntamiento de Barcelona propuso la separación de las colecciones de los dos museos. Los dos museos se unificaron en 1999 y comenzaron una nueva línea de exposición estable, de las culturas tradicionales a la interculturalidad, y de comunicación abierta en un espacio de diálogo y de reconocimiento entre culturas. Se inició la recolección de materiales de memoria oral de las sociedades de cultura rural y urbana. En esta nueva etapa se presta una especial atención al mundo obrero industrial catalán y a otras comunidades o grupos sociales como los gitanos, los judíos, los americanos o los africanos.